# Ideale Maten
Ideale Maten was een datingprogramma op de commerciële Vlaamse televisiezender VT4 halfweg de jaren 90. Het werd gepresenteerd door Joyce De Troch en Thomas Siffer.
Het programma was een Vlaamse versie van de datingshow Singled Out, dat in die tijd op MTV werd gepresenteerd door Chris Hardwick en Jenny McCarthy. Elke aflevering bestond uit twee delen, een waarin een groep mannen streed voor een date met één vrouw en een waar een groep vrouwen speelde voor een date met één man. Die ene man en vrouw zaten afgeschermd en hadden geen zicht op de andere deelnemers. Via vragen en opdrachten vielen die andere deelnemers af, tot telkens een iemand over bleef.